# トミー・キャロル
トミー・キャロル（英:Thomas Leonard Carroll, 1900年11月28日 - 1934年6月7日）は、アメリカ合衆国のギャング。ボクサーから犯罪者に転身し、連続銀行強盗で全米で名を馳せたデリンジャーギャングのメンバーとなった。

## 略歴

### 若い頃
1900年11月28日、モンタナ州南部のレッドロッジで生まれた。若くしてボクサーになり、リングで顎の骨を骨折したことから「ランタン・ジョー”Lantern Jaw”」と呼ばれた。その後第一次世界大戦で従軍した。
20歳で初めて逮捕され、その後窃盗の罪で少年院に1年間入れられた。ミズーリ州とオクラホマ州を中心に強盗や自動車盗などをするが、盗難車で州を越えたため全米自動車盗難法(通称ダイアー法)に触れ、レベンワース刑務所で1年9ヶ月服役した。
このような小さな犯罪を繰り返すうちに本格的な犯罪集団に加わりたいと考え始めた。

### ギャングの仲間入り
1933年、ホーマー・ヴァン・メーター、ベビーフェイス・ネルソン、ジョン・ポール・チェイスらと組んでミネソタ州の銀行で32,000ドル(現在の約78万ドル)を強奪した。
12月11日、ベビーフェイス・ネルソンに用事を頼まれテキサス州サンアントニオのガンスミス、ハイマン・リーマン(Hyman S. Lehman)に会いに行った。注文しておいたマシンピストルを受け取りに行ったのだが、サンアントニオ警察のヘンリー・ペロー刑事(56)に見つかり、撃ち合いの末に刑事を射殺した。

### デリンジャーギャング時代
3月3日にデリンジャーがクラウンポイントの拘置所を脱走、ヴァン・メーターらと再会してデリンジャーギャングを再結成した。キャロルも仲間に加わりサウスダコタ州スーフォールズの銀行を襲った。
4月20日、デリンジャーギャングと共にウィスコンシン州のリトル・ボヘミア・ロッジに隠伏した。キャロルの恋人ジーン・デラニーも一緒だった。2日目の夜、ロッジが捜査局(後のFBI)に包囲され銃撃戦の末に一味は森の中へと逃げた。仲間とはぐれたキャロルは近くの集落で車を盗みミネソタ州セントポールに辿り着いた。
デラニーは逮捕され保護観察処分となったが、監察官から逃げ出して翌月キャロルと再会した。

### 最期
1934年6月7日、アイオワ州シーダーラピッズに潜伏していたキャロルと恋人デラニーは、北西約80キロのウォータールーに買い物に出かけた。
車をガソリンスタンドに預けたあと遅い朝食をとった。デラニーはトースト、目玉焼き、コーヒーを注文し、キャロルは目玉焼き3個、ハム、グリッツ、トースト、ブルーベリーパイを注文しコーヒーをお代わりした。これがキャロルの最後の食事となった。
買い物を終えて午後にガソリンスタンドに戻るが、整備士が後部座席の床に隠してあった数枚のナンバープレートを不審に思い警察に通報した。
2名の刑事が捜索に出たが見つけられないまま署に戻った。ふと道路を見ると偶然にも手配車が駐車しており、向かいのビアパーラーから男女が車の方に歩いて来た。キャロルは助手席のドアを開けてデラニーを座らせ、近付いてくる2人の刑事をちらりと見た。刑事は「ちょっと待て、名前は?」と聞き「そっちは?」とキャロルも聞き返した。「警察だ」。
拳銃に手を伸ばすキャロルの顔を刑事が咄嗟に殴った。すぐに立ち上がり、走りながら拳銃を向けようとしたのでもう1人の刑事が発砲し、弾丸は左脇腹に命中した。銃を落としたキャロルは路地のほうに走ったが、デラニーの叫び声で振り返ったところを刑事が4発発砲、1発は第4腰椎を砕き2発が胸の辺りに命中した。
路地に倒れたキャロルは名前を白状し、刑事が言い残すことはないか聞くと「両親はいない」と答えた。

### 死
病院に運び込まれ検察官と新聞記者が呼び出された。記者が話しかけると呼吸を荒げながら「やられたよ相棒」と言い、司祭を呼ぼうかと尋ねると感謝の意を述べたという。
記者は留置所にいるジーン・デラニーにも会いに行った。彼女は「彼を愛してる。会いに行くから死なないでと伝えてください。ここへは眼鏡を作りに来ただけだった」と記者に話した。
18時45分、記者が病院に戻る直前にキャロルは死んだ。記者はデラニーが気の毒になり「彼にはちゃんと伝えた」と嘘をついた。キャロルが死んだと聞くと、横にいた密造酒で逮捕された女にすがりつき気を失ったという。
キャロルはセントポールのオークランド墓地に埋葬された。1940年代に墓標が無くなったが修復されないままである。

## 恋人ジーン・デラニー
恋人のジーン・デラニー(英:Jean Delaney）は、アルヴィン・カーピスの恋人ドロレス・デラニーの妹である。夫のエディ・クロンプトン(1904-1940)とは別居中だった。クロンプトンはナイトクラブの歌手兼ウェイターで、シカゴのマフィアの一員でもあった。
読書が好きでリトル・ボヘミア・ロッジでも本を持参していた。図書館カードの名前は「ジーン・レーン」という偽名だった。会話をした新聞記者は彼女に好印象を持ち「ギャングを取巻く尻軽女とは全く違うタイプの女性だ」と新聞に書いた。
裁判で犯罪者の隠匿および仮釈放違反の罪で懲役1年の刑を言い渡された。キャロルの子を宿っていたがその後流産した。刑期を終えた年にクロンプトンと正式に離婚し(エディ・クロンプトンはマフィアの抗争に巻き込まれ1940年に殺害された) 、その後の消息はわかっていない。

## 登場する作品
- 「デリンジャー」”Dillinger”　演 - ジェリー・サマーズ（1973年の映画）

- 「パブリック・エネミーズ」”Public Enemies"  演 - スペンサー・ギャレット(2009年の映画)

※スーフォールズの銀行強盗で負傷し、捜査局の拷問でリトルボヘミアロッジを白状する筋書きになっている。